# Hard Rock Stadium
Hard Rock Stadium este un stadion multifuncțional situat în Miami Gardens⁠(d), Florida, Statele Unite ale Americii. Este arena pe care dispută meciurile de pe teren propriu echipa Miami Dolphins din National Football League (NFL) și Miami Hurricanes, echipa de fotbal american universitar din cadrul Universității din Miami, Divizia I NCAA.
Stadionul a găzduit, de asemenea, șase Super Bowl-uri (XXIII, XXIX, XXXIII, XLI, XLIV și LIV) Pro Bowl 2010, două World Series (1997 și 2003), patru BCS National Championship Games (2001, 2005, 2009 și 2013), un Campionat Național CFP (2021), o finală Copa America (2024) și WrestleMania XXVIII.
În plus, stadionul găzduiește Orange Bowl, un meci anual de fotbal pentru echipe de colegiu și turneul de tenis Miami Open. Din 2022, Hard Rock Stadium a găzduit și Miami International Autodrome, un circuit de curse temporar folosit pentru Marele Premiu de la Miami de Formula 1. În plus, stadionul va găzdui mai multe meciuri în timpul Cupei Mondiale FIFA 2026 precum și meciuri de la Campionatul Mondial al Cluburilor FIFA 2025. Din 1993 până în 2011, stadionul a fost și terenul de acasă al Florida Marlins din Major League Baseball (MLB), până la mutarea echipei la LoanDepot Park în 2012.
Baza sportivă a fost inaugurată în 1987 sub numele Joe Robbie Stadium și a purtat ulterior mai multe nume: Pro Player Park, Pro Player Stadium, Dolphins Stadium, Dolphin Stadium, Land Shark Stadium și Sun Life Stadium. În august 2016, echipa a vândut drepturile de denumire către Hard Rock Cafe Inc. pentru 250 de milioane de dolari timp de 18 ani; își vor păstra drepturile de denumire până în 2034.